# Kiliann Sildillia
Kiliann Eric Sildillia (Montigny-lès-Metz, 16 mei 2002) is een Frans-Guadeloups voetballer die doorgaans speelt als rechtsback. In juli 2025 verruilde hij SC Freiburg voor PSV.

## Clubcarrière
Sildillia speelde in de jeugd van AS Montigny-lès-Metz en APM Metz, voor hij in 2010 terechtkwam in de opleiding van FC Metz. Bij deze club speelde hij in het seizoen 2019/20 in het belofteteam. Na deze jaargang liep zijn contract af en hierop verkaste hij transfervrij naar SC Freiburg. Bij de Duitse club tekende de vleugelverdediger voor drie seizoenen.
Zijn debuut in het eerste elftal maakte Sildillia op 16 oktober 2021, in de Bundesliga thuis tegen RB Leipzig. Die club kwam door een benutte strafschop van Emil Forsberg op voorsprong, waarna het via Jeong Woo-yeong uiteindelijk 1–1 werd. Sildillia mocht van coach Christian Streich in de basis beginnen en hij speelde het gehele duel mee. Na een eerste seizoen met daarin negen officiële optredens speelde de Fransman in de jaargang 2022/23 achtendertig keer mee, grotendeels als basisspeler. In april 2023 werd zijn verbintenis opengebroken en verlengd tot medio 2026. Sildillia maakte zijn eerste doelpunt in het eerste elftal van Freiburg op 30 november 2023, in de UEFA Europa League tegen Olympiakos. Na drie doelpunten van Michael Gregoritsch zorgde de Fransman voor het vierde doelpunt, waarna Ritsu Doan de uitslag besliste op 5–0.
In juli 2025 verkaste Sildillia voor een bedrag van circa 5,8 miljoen euro naar PSV, waar hij zijn handtekening zette onder een verbintenis voor de duur van vier seizoenen.

## Clubstatistieken
| Seizoen | Club           | Competitie   | Competitie | Competitie | Beker | Beker | Internationaal | Internationaal | Totaal | Totaal |
| Seizoen | Club           | Competitie   | Wed.       | Dlp.       | Wed.  | Dlp.  | Wed.           | Dlp.           | Wed.   | Dlp.   |
| ------- | -------------- | ------------ | ---------- | ---------- | ----- | ----- | -------------- | -------------- | ------ | ------ |
| 2019/20 | FC Metz II     | National 3   | 7          | 0          | —     | —     | —              | —              | 7      | 0      |
| 2020/21 | SC Freiburg II | Regionalliga | 36         | 7          | —     | —     | —              | —              | 36     | 7      |
| 2021/22 | SC Freiburg II | 3. Liga      | 16         | 1          | —     | —     | —              | —              | 16     | 1      |
| 2021/22 | SC Freiburg    | Bundesliga   | 7          | 0          | 2     | 0     | —              | —              | 9      | 0      |
| 2022/23 | SC Freiburg    | Bundesliga   | 27         | 0          | 4     | 0     | 7              | 0              | 38     | 0      |
| 2023/24 | SC Freiburg    | Bundesliga   | 27         | 0          | 2     | 0     | 9              | 1              | 38     | 1      |
| 2024/25 | SC Freiburg    | Bundesliga   | 21         | 2          | 1     | 0     | —              | —              | 22     | 2      |
| 2025/26 | PSV            | Eredivisie   | 0          | 0          | 0     | 0     | 0              | 0              | 0      | 0      |
| Totaal  | Totaal         | Totaal       | 141        | 10         | 9     | 0     | 16             | 1              | 166    | 11     |

Bijgewerkt op 20 juli 2025.

## Erelijst
| Johan Cruijff Schaal | 1 | 2025 |